# 16087 Rhythmgarg
16087 Rhythmgarg este o planetă minoră (asteroid), cu un diametru de 4,877 km, din centura de asteroizi. A fost descoperită pe 2 octombrie 1999 la Experimental Test Site⁠(d) de Lincoln Near-Earth Asteroid Research. 
Obiectul prezintă o orbită caracterizată de o semiaxă mare de 2,6252608 UAi, o excentricitate de 0,15, o înclinație de 15,84428 ° în raport cu ecliptica.